# Koprivštica
Koprivštica (cyr. Копривштица) – wieś w Serbii, w okręgu pirockim, w mieście Pirot. W 2011 roku liczyła 45 mieszkańców.